# 猛牛布爾
野牛布爾（日语： Buffallo BULL */?）為日本職棒歐力士猛牛的吉祥物。2011年1月8日球團推出新吉祥物時，以野牛兄妹取代就吉祥物Neppie和Lipsy，布爾為野牛兄妹中的哥哥，背號繼承自日職吉祥物之父島野修所扮演的Neppie背號111號。角色由歐力士猛牛研究開發室創建。

## 外貌
- 頭上有一對大金角。
- 棒球帽為可拆卸式。
- 手腕帶著金手鐲。
- 上衣為與選手同款的制服，以「B-BULL 111」標註。
- 腰上繫藍皮帶。
- 鞋子為藍色底加二條灰色線。
- 身上皮膚呈現橘色和白色，手臂和腿一般不向大眾展示。